# تونوواس

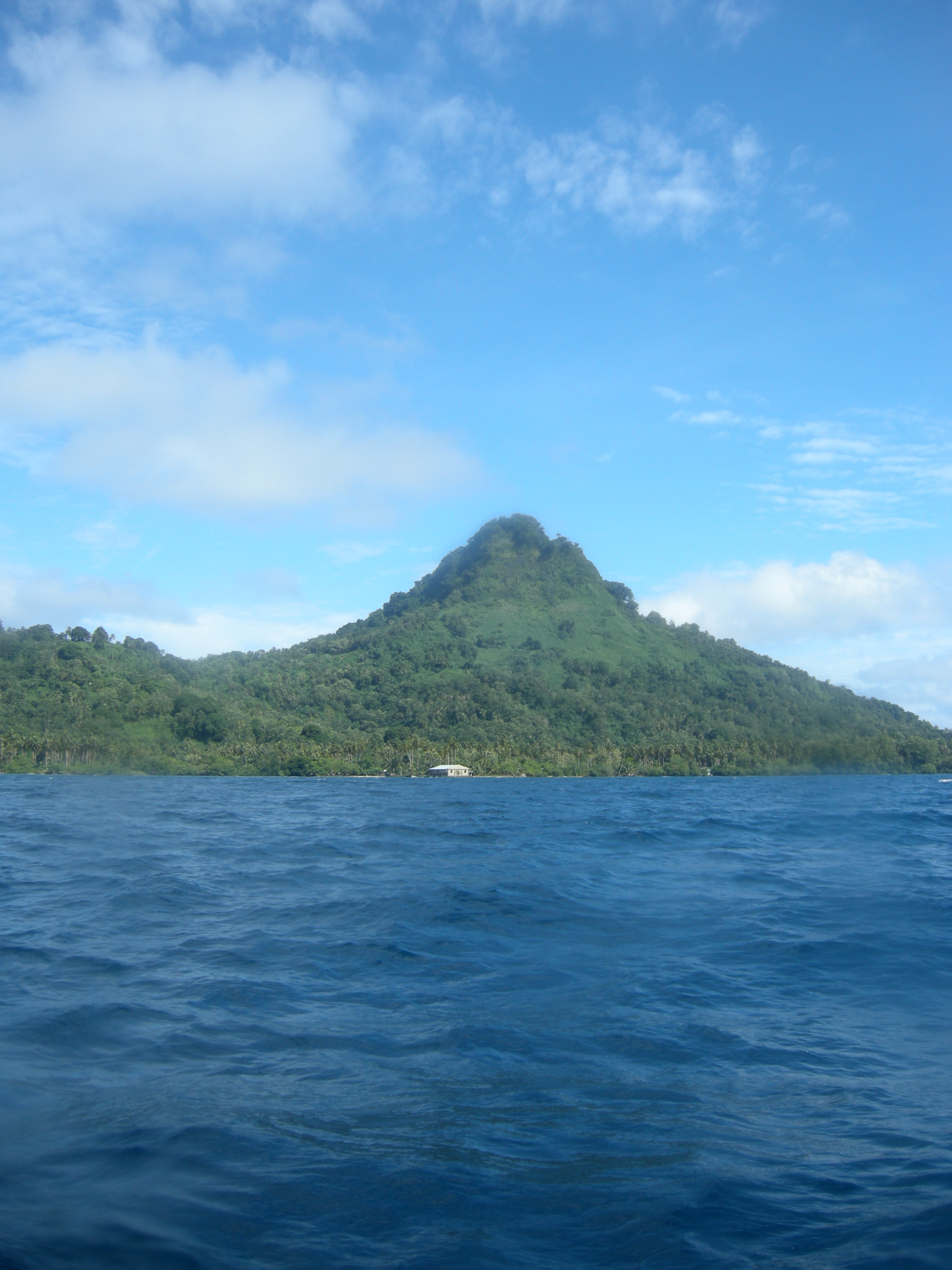
نمایی از جزیره دوبلون در تالاب چوک، ایالات فدرال میکرونزی - ۲۰۰۹

تونوواس که در زبان اسپانیایی به آن دوبلُن گفته می‌شود نام یک آبخوست در تالاب چوک در ایالات فدرال میکرونزی است. مساحت آن ۸٫۸ کیلومتر مربع (۳٫۴ مایل مربع) و جمعیت آن در هنگام سرشماری سال ۱۹۸۰، ۳،۲۰۰ نفر بود. یک جاده باریک یک لاینه، امکان رفت‌وآمد برای ساکنان دهکده‌های آن را فراهم می‌کند. پنج مدرسه و ویرانه‌های بازمانده نظامی نیروی دریایی امپراتوری ژاپن مانند ویرانه‌های لنگرگاه هواپیمای آب‌نشین و تانکرهای بزرگ ذخیره سوخت باقی مانده‌اند. یک مرکز فرماندهی قیمومت ژاپن که از دهه ۱۹۲۰ (میلادی) تا دهه ۱۹۳۰ (میلادی) فعال بوده هنوز هم باقی مانده است و امروزه از آن به عنوان ساختمان دولتی استفاده می‌شود.
در هنگام جنگ جهانی دوم دوبلن برای ارتش امپراتوری ژاپن یک مرکز فرماندهی بود. ژاپنی‌ها این آبخوست را "ناتسو شیما" می‌نامیدند که به معنی "جزیره تابستانی" است. پناهگاه زیرزمینی که بدست ارتش امپراتوری ژاپن در آنجا ساخته شده است در فهرست ثبت ملی اماکن تاریخی ایالات متحده آمریکا قرار دارد.